# Heptosa

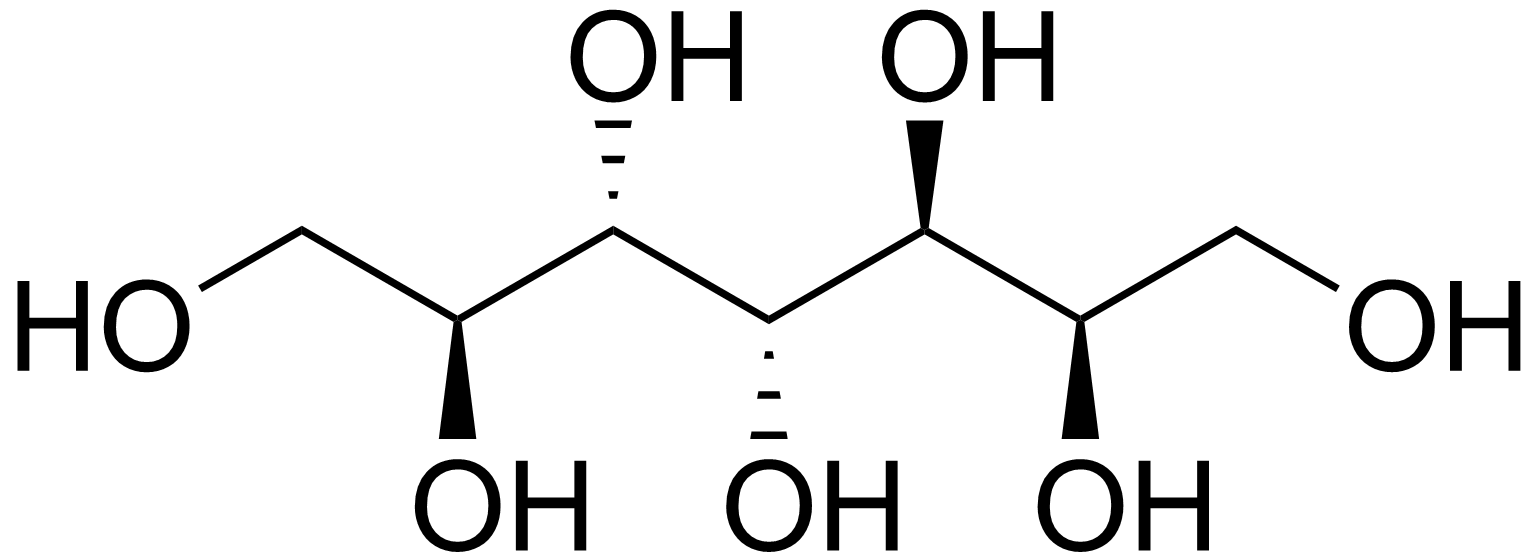
Estructura química del perseitol, la forma de polialcohol de la manoheptulosa

Una heptosa es todo aquel monosacárido que posee siete átomos de carbono. Las heptosas pueden poseer un grupo funcional aldehído en la posición 1, denominándose entonces aldoheptosas, o un grupo cetona en la posición 2, en cuyo caso serán denominadas cetoheptosas. Existen muy pocos ejemplos de azúcares con 7 carbonos en la naturaleza. Entre ellos, cabe destacar:
- Sedoheptulosa o D-altro-heptulosa, como ejemplo de cetoheptosa.
- L-glicero-D-mano-heptosa, como ejemplo de aldoheptosa.

A nivel estructural, las cetoheptosas y las aldoheptosas se diferencian en que las primeras poseen 4 centros quirales, mientras que las segundas poseen 5.